# Somyalka
Somyalka est une localité située dans le département de Barsalogho de la province du Sanmatenga dans la région Centre-Nord au Burkina Faso.

## Géographie
Somyalka se trouve à 2 km à l'ouest de Sanba, à 10 km au sud-ouest de Barsalogho, le chef-lieu du département, et à environ 35 km au nord de Kaya.

## Éducation et santé
Le centre de soins le plus proche de Somyalka est le centre de santé et de promotion sociale (CSPS) de Sanba tandis que le centre médical avec antenne chirurgicale (CMA) de la province se trouve à Barsalogho et que le centre hospitalier régional (CHR) est à Kaya.
Somyalka possède une école primaire publique.